# 赤攝也
赤 攝也（赤 摂也、せき せつや、1926年5月7日 - 2019年11月4日）は、日本の数学者。

## 経歴
1926年、石川県金沢市に生まれた。東京大学理学部数学科で学び、1949年に卒業して同大学大学院（旧制）に進んだ。1951年、大学院修士課程を修了。1961年、東京教育大学に学位論文を提出して理学博士号を取得。1962年、立教大学理学部数学科助教授となった。後に教授昇進。。1984年に東京教育大学教授となった。1990年に東京教育大学を定年退官し、その後は放送大学教授、客員教授を務めた。

## 研究内容・業績
数学基礎論の研究で知られる。文筆活動も行い、筆名・愛知三郎。
立教大学での教え子に、早稲田大学理工学部教授を務めた廣瀬健がいる。

## 家族・親族
- 妻：赤冬子（1930-、立教大学英文科卒）は翻訳家。
- 妹：妹は、弥永昌吉ゼミ研究生だった関恒義一橋大学名誉教授の妻[4]。
- 義父：吉田洋一は数学者。哲学者の吉田夏彦は義兄にあたる。

## 著書
- 『集合論入門』培風館 1957。ちくま学芸文庫 2014
- 『確率論入門』培風館 1958。ちくま学芸文庫 2014
- 『新講数学』全3巻、三省堂 1967-1969
- 『現代数学概論』筑摩書房 1976。ちくま学芸文庫 2019
- 『数学と人間生活』放送大学教育振興会 1985
- 『現代の初等幾何学』日本評論社 1988。ちくま学芸文庫 2019
- 『数学と文化』筑摩書房 1988。ちくま学芸文庫 2020
- 『微分学＋積分学』日本評論社 1989
- 『実数論講義』SEG出版 1996
- 『微分積分学 1 微分学』日本評論社 2014
- 『微分積分学 2 積分学』日本評論社 2014
- 『微分積分学 3 実数論講義』日本評論社 2014

### 共著編
- 『数学序説』吉田洋一と共著、培風館 1954。ちくま学芸文庫 2013
- 『高校「数学1・3」基本応用問題集』編 学生社 1965
- 『電子計算機入門』藤川洋一郎共著 培風館 1966
- 『数学のすすめ』前原昭二・村田全共編 筑摩書房 1969
- 『数理科学の諸問題』茂木勇・村田全共編 筑摩書房 1971
- 『人間と数学』吉田夏彦と対話、エッソ・スタンダード石油株式会社広報部 エナジー対話 1975、朝日選書 1976
- 『教育学全集 6 増補版 論理と数学』黒田孝郎・東洋共編 小学館 1976
- 『教育学講座 第11巻 算数・数学教育の理論と構造』編著 学習研究社 1979
- 『公理と証明 証明論への招待』彌永昌吉共著、ちくま学芸文庫 2012
元版は大日本図書発行の数学教科書「新初等数学講座」の新編

### 翻訳
- B.H.アーノルド『トポロジー入門』共立出版 1964
- M.デーヴィス『計算の理論』渡辺茂共訳 岩波書店 1966
- スティーブン・F.バーカー『数学の哲学』培風館 1968
- School Mathematics Projects 編『コンピュータ・クラブ』監訳 共立出版 1971
- M.E.マンロウ『数学概説 現代数学のアイディア』川尻信夫共訳 共立出版 1971
- R.L.グッドステイン『ブール代数』培風館 1971
- L.ジッピン『無限』川尻信夫共訳 河出書房新社 1971
- I.M.シンガー,J.A.ソープ共著『トポロジーと幾何学入門』監訳 松江広文,一楽重雄共訳 培風館 1976
- ロバート・R.ケイデッシュ『手づくりの数学』赤冬子共訳 河出書房新社 1978
- R.L.グッドステイン『数学基礎論入門』培風館 1979
- 『ACMチューリング賞講演集』訳者代表 共立出版 1989

## 論文
- <赤摂也